# Eu Sou Chifrudo
"Eu Sou Chifrudo" é uma canção do cantor e humorista brasileiro Tiririca, lançada em 1996 em seu álbum de estreia, Tiririca. É uma análise da frequente divulgação de casos de adultério na grande mídia.